# Pestalotia rhododendri
Pestalotia rhododendri är en svampart som först beskrevs av Domenico Saccardo, och fick sitt nu gällande namn av Guba 1929. Pestalotia rhododendri ingår i släktet Pestalotia och familjen Amphisphaeriaceae.   Inga underarter finns listade i Catalogue of Life.